# Draba brachystylis
Draba brachystylis är en korsblommig växtart som beskrevs av Per Axel Rydberg. Draba brachystylis ingår i släktet drabor, och familjen korsblommiga växter. Inga underarter finns listade i Catalogue of Life.